# Gigolo Aunts
Gigolo Aunts est un groupe américain de power pop, originaire de Potsdam (New York).

## Histoire
Le groupe est formé par des collégiens Steve Hurley, Dave Gibbs, Phil Hurley et Paul Brouwer en 1981 à Potsdam, New York, États-Unis, d'abord sous le nom de Sniper. En 1986, le nom change pour Gigolo Aunts (d'après la chanson de Syd Barrett, Gigolo Aunt, de son album de 1970 Barrett) et s'impose dans la scène musicale du nord de New York, gagnant une réputation pour ses performances frénétiques. À l'été 1987, le groupe déménage à Boston, et après un an, il signe chez Hoboken's Coyote Records (alors label de The Feelies et Yo La Tengo). Le premier album intitulé Everybody Happy est produit par l'ancien bassiste des Bongos, Rob Norris, et sorti en 1988. Après avoir tourné le long de la côte est, le groupe retourne à Boston et commence à travailler sur son album suivant avec le producteur Paul Kolderie. Au début des sessions, Coyote Records se rétracte, seule une poignée de chansons sont terminées. Après un an dans les clubs de Boston et à enregistrer de nouvelles chansons avec Kolderie, le groupe termine Tales from the Vinegar Side, qui ne sort qu'en Espagne chez Impossible Records en 1990.
À l'automne 1991, le groupe sort le single Bloom/Cope de 7 pouces sur son propre label Summerville records. Les critiques élogieuses des deux côtés de l'Atlantique et une diffusion intensive dans la région de Boston conduisent à un contrat d'enregistrement avec Fire Records au Royaume-Uni. Un EP, Full-On Bloom, sort en juillet 1993 et un album, Flippin' Out, réalisé avec les producteurs Mike Deneen et Adam Lasus, est sorti au Royaume-Uni en octobre 1993. Le groupe accompagne Suede et the Cranberries lors de leur première grande tournée américaine et d'une tournée au Japon. Le groupe fait de nombreuses tournées en Europe pour présenter Flippin 'Out, en première partie de The Wonder Stuff.
Après avoir signé chez RCA Records aux États-Unis au début de 1994, le groupe sort la version américaine légèrement modifiée de Flippin 'Out et passe l'année à soutenir le disque en Europe et en Amérique. Son plus grand succès commercial est le single Where I Find My Heaven, qui figure dans la bande originale du film Dumb and Dumber, et comme générique d'ouverture de la sitcom britannique Game On. La sortie du single Where I Find My Heaven fait irruption dans le Top 30 du UK Singles Chart début 1995. Le groupe compose la chanson Little Wild One pour le film That Thing You Do!.
À l'hiver 1995, le batteur Paul Brouwer part et est remplacé par Fred Eltringham, alors du groupe bostonien Jack Drag. À l'automne 1995, le groupe entre en studio avec le producteur Fred Maher pour enregistrer la suite de Flippin' Out, provisoirement intitulé Ultraphonic. Les enregistrements suivants ne sont jamais sortis et peu de temps après, Phil Hurley quitte le groupe et est remplacé par le guitariste de 6L6, Jon Skibic.
En 1996, après avoir été libéré de son contrat RCA, le groupe commence un long processus pour mettre fin à leur relation avec Fire Records. Entre-temps, ils sortent un EP, Learn to Play Guitar, sur le label indépendant Wicked Disc, qui leur a permis de faire de nombreuses tournées en première partie de The Wallflowers et Counting Crows.
Le 2 juillet 1997, Counting Crows lance une tournée en co-tête d'affiche avec The Wallflowers qui se poursuit jusqu'en septembre. Cette tournée comprend des premières parties de Bettie Serveert, Engine 88, Gigolo Aunts et That Dog, avec chaque groupe d'ouverture en tournée pendant trois semaines. Lors d'une tournée avec Counting Crows, The Wallflowers jouent également ses propres dates en tête d'affiche lorsque la tournée de Counting Crows est en pause (le leader de Counting Crows Adam Duritz eut des cordes vocales enflées et dut se retirer de plusieurs spectacles en juillet).
Après avoir réglé le statut de contrat en 1998, le groupe signe un nouveau contrat avec E Pluribus Unum Records, une filiale d'Universal Records détenue et dirigée par le chanteur de Counting Crows, Adam Duritz. Le groupe entre en studio avec le producteur Mike Denneen et produit Minor Chords and Major Themes, dont est issu le single Everyone Can Fly. Minor Chords And Major Themes est un succès en Espagne et conduit à la popularité de longue date du groupe dans ce pays et à son apparition au Festival international de Benicàssim en 1999.

## Discographie
Albums
- Better Than Fish (1987, Demo Tape)
- Everybody Happy (États-Unis, 1988, Coyote Records)
- Tales from the Vinegar Side (Espagne, 1990, Impossible Records)
- Full-On Bloom (EP) (Royaume-Uni, 1993, Fire Records), (États-Unis, 1993, Alias Records)
- Flippin' Out (Royaume-Uni, 1993, Fire Records), (États-Unis, 1994, RCA/BMG)
- Learn to Play Guitar (EP) (États-Unis, 1997, Wicked Disc)
- Minor Chords and Major Themes (États-Unis, 1999, E Pluribus Unum Recordings)
- Everyone Can Fly (EP) (États-Unis, 1999, E Pluribus Unum Recordings)
- Pacific Ocean Blues (Espagne et Japon 2002, Bittersweet Recordings), (États-Unis, 2003, Q Division Records)